# Dolichopus nigrescens
Dolichopus nigrescens är en tvåvingeart som beskrevs av Becker 1917. Dolichopus nigrescens ingår i släktet Dolichopus och familjen styltflugor. Inga underarter finns listade i Catalogue of Life.